# Südliche HGÜ Hami–Zhengzhou
Die Südliche HGÜ Hami–Zhengzhou ist eine Hochspannungs-Gleichstrom-Übertragungsleitung in der Volksrepublik China zwischen Nordwestchina und Zentralchina. Sie bildet das erste HGÜ-Projekt, das von der Northwest China Grid Company realisiert wurde, die wiederum zur in chinesischem Staatsbesitz befindlichen State Grid Corporation gehört. Der Bau dieser Übertragungsleitung wurde am 13. Mai 2012 aufgenommen, ihre Inbetriebnahme erfolgte im Januar 2014. Die Kosten wurden mit 23,4 Mrd. Yuan beziffert.
Der Ausgangspunkt der Übertragungsleitung liegt in der Stromrichterstation in der nordwestchinesischen Stadt Hami (Deutsch: Kumul) unweit des Kraftwerks Dananhu im autonomen Gebiet Xinjiang. Die Leitung verläuft durch die Provinzen Xinjiang, Gansu, Shaanxi, Ningxia, Shanxi und Henan, wo sie in der Stadt Zhengzhou in der dort befindlichen Stromrichterstation endet. Ihre Gesamtlänge beträgt 2.210 km.
Die Leitung wird mit einer Übertragungsspannung von ±800 kV betrieben und besitzt eine Übertragungskapazität von 8 GW. Gebaut wurde die Leitung von mehreren chinesischen Unternehmen. Die Umrichter sowie zugehörige Komponenten wurden von ABB, Siemens sowie den chinesischen Unternehmen XD Group und TBEA geliefert.
Koordinaten:
- Südliche HGÜ Hami–Zhengzhou – Stromrichterstation Hami 42° 35′ 20,0″ N, 093° 27′ 46,0″ O
- Südliche HGÜ Hami–Zhengzhou – Stromrichterstation Zhengzhou 34° 48′ 46,0″ N, 114° 03′ 24,0″ O